# 피나라

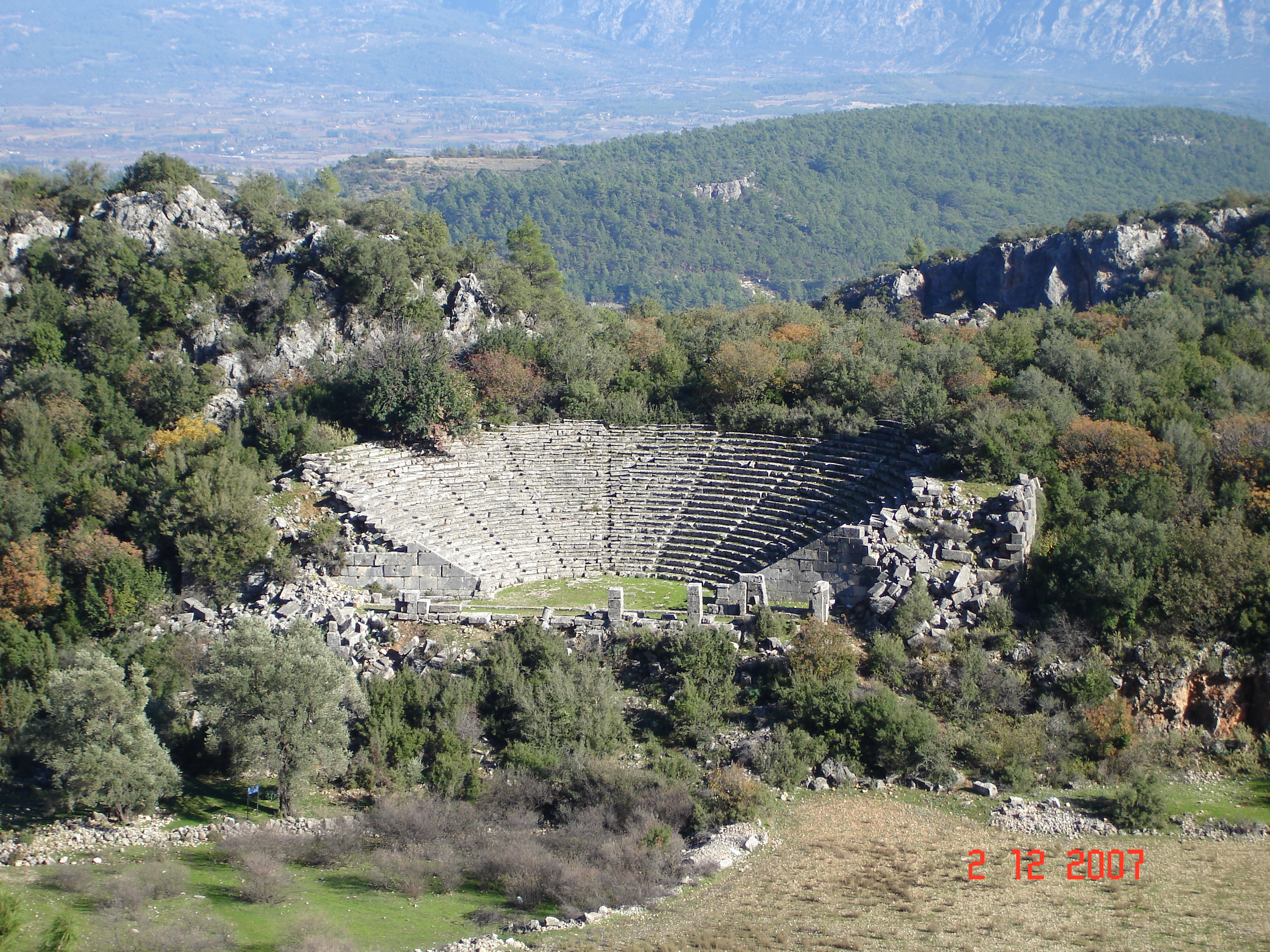
피나라 원형극장

피나라(Pinara)는 소아시아 크라구스 산 기슭의 리키아의 고대 도시였다. 그리고 크산토스 강에서 서쪽으로 멀지 않다. 그곳에서 리키아 영웅 판다루스가 숭배된다. 위치는 현재의 튀르키예 물라 주의 미나레이다.
고대 작가들에게 자주 언급되지는 않았지만, 거대하고 아름다운 유적을 간직하고 있으며, 스트라본의 주장에 의하면 리키아에서 가장 큰 도시 중 하나였다고 한다.